# Andrzej Jocz
Andrzej Mateusz Jocz (ur. 8 sierpnia 1941 w Wilnie, zm. 21 sierpnia 2019 w Łodzi) – polski rzeźbiarz, malarz, rysownik oraz nauczyciel akademicki.

## Życiorys
Absolwent III Liceum Ogólnokształcącego im. Tadeusza Kościuszki w Łodzi. Studiował w Państwowej Wyższej Szkole Sztuk Plastycznych w Łodzi (dyplom w 1966).
Dyplom z wyróżnieniem obronił w 1966 roku na Wydziale Ubioru. Od 1967 roku do 2011 roku związany zawodowo z macierzystą uczelnią. Początkowo jako asystent w Pracowni Rzeźby doc. Mieczysława Szadkowskiego w Katedrze Podstawowego Kształcenia Artystycznego. W 1975 roku, po odbytym przewodzie kwalifikacyjnym, zostaje zatrudniony na stanowisku adiunkta, natomiast w 1986 roku po przewodzie kwalifikacyjnym drugiego stopnia – na stanowisku docenta. W 1992 roku został mianowany na stanowisko profesora nadzwyczajnego. W 1994 r. otrzymuje tytuł profesora sztuk plastycznych. W 1995 roku zostaje mianowany na stanowisko profesora zwyczajnego. W latach 1987–1990 pełni funkcję kierownika Katedry Kształcenia Ogólnoplastycznego na Wydziale Włókienniczym.
Od 1990 kieruje pracownią rzeźby Wydziału Pedagogiczno-Artystycznego w Kaliszu Uniwersytetu Adama Mickiewicza w Poznaniu. Wieloletni pracownik Wydziału Sztuk Pięknych i Projektowych Wyższej Szkole Informatyki i Umiejętności w Łodzi.
Pochowany 28 sierpnia 2019 roku na cmentarzu komunalnym „Doły” w Łodzi.

## Wybrane rzeźby plenerowe
- 1975 – Rzeźba „Całoroczny zegar słoneczny” w Parku Staromiejskim w Łodzi (beton, ceramika)
- 1979 – Rzeźba „Czółenko” przed dworcem kolejowym Łódź Kaliska (beton, wys. 7,5 m)[7][8]
- 1988 – Rzeźba „Autonomizm II” w Pabianicach przy ulicach Zamkowej i Partyzanckiej (beton, wys. 3,4 m)
- 1992 – Rzeźba „Dzianina” (zwana także „Pomnikiem sera”) przy ulicach Rokicińskiej i Puszkina w Łodzi (beton, wys. 9,5)[9][10][11]
- Rzeźba „Autonomizm X – Dziurawiec” na Retkini (Piaski) w Łodzi (beton, wys. 3,2 m)
- „Autonomizm IX – Salonowiec” w Orońsku (beton wys. 2,4 m).

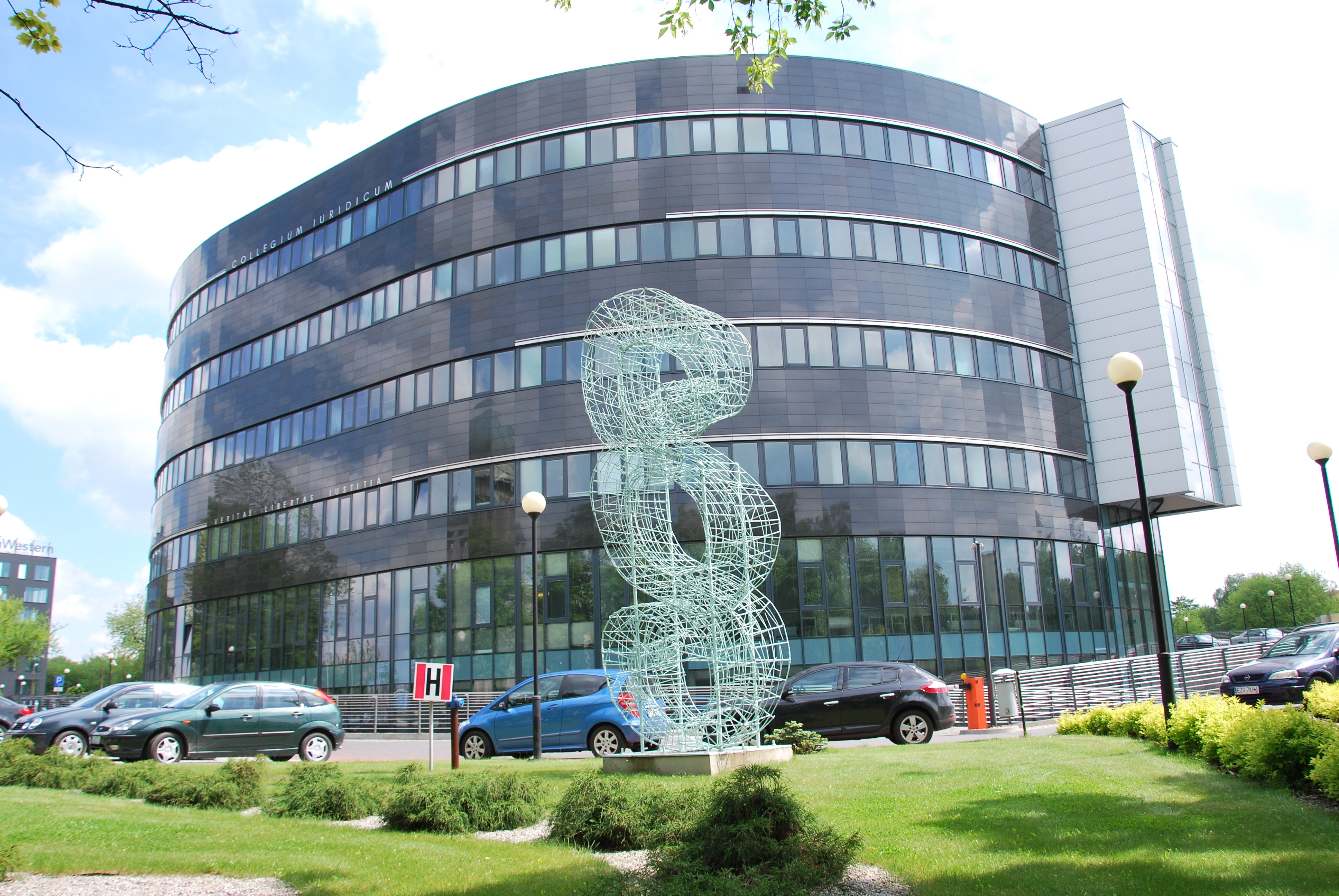

## Odznaczenia
- 2011 – Srebrny Medal „Zasłużony Kulturze Gloria Artis”[12]

## Rodzina
Syn adwokata i ginekolog Genowefy Jocz. Brat rzeźbiarza Pawła Jocza i Marcina Jocza. Z małżeństwa z Krystyną Jocz ma córkę (z zawodu lekarz).